# Jordi Ustrell i Aguilà
Jordi Ustrell i Aguilà (Barcelona, 3 d'agost de 1955) és enginyer informàtic. El seu caràcter emprenedor l'ha fet desenvolupar diversos projectes capdavanters relacionats amb tecnologies emergents, que han deixat empremta en la història de la informàtica.

## El desenvolupament del primer microordinador espanyol
Al final de la dècada dels 70, el desenvolupament dels primers microprocessadors va fer possible l'aparició d'ordinadors de cost i dimensions assequibles. Aquesta oportunitat va suposar l'inici d'una època de gran activitat en el camp de l'enginyeria de sistemes informàtics a tot el món.
Eina Informàtica va néixer seguint el camí iniciat a Califòrnia pels pioners d'aquesta revolució. Jordi Ustrell va ser-ne el president i director tècnic.
L'any 1979, va dissenyar el que seria considerat el primer microordinador personal desenvolupat a l'Estat espanyol. Aquest projecte va ser referenciat en diverses publicacions sobre la història de la informàtica del moment.
A més, va desenvolupar diversos sistemes informàtics personals i professionals.

## El CD-ROM i les grans obres de referència
El desenvolupament el 1982 del Compact Disc (CD) per part de SONY i Philips, i posteriorment de la seva versió per contenir dades anomenada CD-ROM, van sorprendre el món editorial per la gran capacitat d'aquests discos i el seu baix cost. En aquesta època, Editorial Marín va crear una empresa d'enginyeria anomenada ComCal, SA, amb la perspectiva de portar les grans obres de referència i les grans bases de dades documentals als microordinadors. Des de la seva fundació, Jordi Ustrell en fou el director tècnic.
ComCal va desenvolupar un software anomenat LST, que convertia en grans bases de dades les obres de referència, com les enciclopèdies o els vademècums d'especialitats farmacèutiques, i feia que poguessin ser llegits des dels microordinadors. Ho feia de forma senzilla, ja que podia processar els mateixos arxius en format SGML (precursor del format HTML del WWW) que utilitzaven les impremtes. A l'època pre-Internet, les possibilitats d'aquesta tecnologia van ser revolucionàries.
Un dels projectes més destacats que Jordi Ustrell va dirigir durant aquest període va ser la creació del CD-ROM "Diccionario de Medicina Marín", la primera obra en CD-ROM en llengua espanyola (presentada en el saló editorial Liber 87), i el vademècum d'especialitats farmacèutiques.

## La revolució d'Internet
Posteriorment, es va incorporar com a director d'Innovació Tecnològica en el Banc Sabadell. Des d'aquesta posició, va poder viure en primera persona el naixement de la Internet al nostre país i participar en multitud de nous projectes que la Xarxa va propiciar.
A principis dels 90, abans de l'inici d'Internet al nostre país, va col·laborar amb l'ISO com a membre del Comitè Nacional de Normalització CTN-71/21, sobre interconnexió de sistemes oberts. Les normes OSI de comunicació entre sistemes, que s'acabarien assimilant al TCP/IP, són l'estàndard utilitzat per DARPA a Internet.

## Primers anys d'Internet
Els primers anys d'Internet, Jordi Ustrell va col·laborar a difondre el potencial d'Internet i la revolució que s'estava gestant. Va liderar la seva implantació en el Banc Sabadell amb la creació de les infraestructures inicials i els primers dominis, el desenvolupament dels primers webs corporatius i la posada en funcionament del correu electrònic.
També va col·laborar en el llançament d'InfoVía, el que volia ser la Internet espanyola.
Més endavant, va liderar la implantació de la primera banca per Internet a Espanya plenament operativa, per a particulars i empreses, presentada al Primer Congrés Nacional d'Usuaris d'Internet, Internet World, organitzat per la AUI el febrer de 1996 a Madrid.
Ustrell també fou el responsable de la creació de la Pinacoteca Virtual de Banc Sabadell en línia, amb motiu de la 1996 Internet World Exposition (primera exposició universal a Internet).
Cal destacar un projecte per divulgar la Xarxa i facilitar-ne el seu ús, mitjançant la creació d'un servei d'accés a Internet (ISP) i de correu electrònic per als clients de Banc Sabadell.
Ustrell també va participar en el Consorci Bancari Efectivo'98 amb l'objectiu de desenvolupar un programa universal de Home Banking per Internet, comú per a totes les entitats bancàries.

## Els negocis en xarxa
Amb l'assentament d'Internet, es van començar a desenvolupar els serveis bancaris que donarien suport transaccional a la Xarxa, com els sistemes de pagament per Internet: Visa SET, TPV virtual (B2C) i passarel·la de pagaments (B2B). Banc Sabadell va participar en la presentació mundial del projecte de mitjans de pagament Visa SET.
Entre els serveis bancaris desenvolupats per Ustrell en aquest àmbit destaquen:
- Confiança i seguretat: Llançament pioner d'un sistema de signatura digital per a comerç electrònic segur mitjançant targeta xip.
- Inicis de la banca mòbil: Posada en funcionament del canal WAP per fer l'operativa bancària des del telèfon mòbil.
- Nous paradigmes de treball a la Xarxa: Creació de la Intranet/Extranet corporativa.
- Banc 100% Internet: Creació d'un dels bancs pioners a la Xarxa (Activobank).
- Infraestructures de certificació per al comerç electrònic: Posada en funcionament del Consorci Bancari Global (projecte Identrus) i Consorci Bancari Nacional (Consorci Iberion).

Com a e-Business developer també va participar en el desenvolupament de nous negocis de tercers a la Xarxa, com per exemple:
- Projecte Firma del Ministeri de Ciència i Tecnologia (EDI):[9] Va participar en la definició d'un marc legal i operatiu per a les lletres i títols canviaris electrònics.

Més tard, amb l'aparició de la Internet mòbil, va participar en el projecte de planificació estratègica de les oportunitats de la mobilitat en el negoci bancari i mitjans de pagament i en el projecte High Performance Workplace.
Els projectes desenvolupats per Jordi Ustrell a Internet li han fet merèixer el reconeixement de ser un dels pioners de la Internet a Catalunya, que Saül Gordillo ha recollit a la seva obra Sobirania.cat.